# Itasca (Illinois)
Itasca è un comune degli Stati Uniti d'America, situato nell'Illinois, nella contea di DuPage.